# Namazio di Clermont
Namazio (... – V secolo) è stato il 9º vescovo dell'Alvernia, vissuto attorno alla metà del V secolo, e venerato come santo dalla Chiesa cattolica.
Il più importante catalogo episcopale della diocesi di Clermont, o dell'Alvernia, è quello riportato da Gregorio di Tours († 595) nella sua Historia Francorum, secondo la quale Namazio fu l'8º successore di sant'Austremonio, evangelizzatore della regione e protovescovo della diocesi.
Non si conoscono dati cronologici precisi sulla vita di san Namazio, poiché, eccetto i pochi dati riferiti da Gregorio di Tours, non esistono documenti coevi che attestino il suo episcopato. La tradizione erudita locale pone il suo episcopato tra il 446 e il 462, ma si tratta di date puramente ipotetiche.
Secondo la testimonianza di Gregorio di Tours, a san Namazio si deve la costruzione della primitiva cattedrale di Clermont, oggi non più esistente. Nel dodicesimo anno del suo episcopato, Namazio vi depose le reliquie dei santi Vitale e Agricola fatte venire appositamente da Bologna. La dedicazione della nuova cattedrale è ricordata nel Martirologio geronimiano alla data del 14 maggio. Il vescovo di Tours aggiunge che Namazio era sposato e che sua moglie fece costruire fuori le mura della città una chiesa dedicata a Santo Stefano, oggi nota con il nome di Sant'Eutropio.
Assente nel Martirologio Romano redatto dal Baronio, san Namazio è stato inserito nel Martirologio Romano, riformato a norma dei decreti del Concilio Vaticano II, alla data del 27 ottobre con queste parole: